# 竹渕
竹渕（たけふち）は、大阪府八尾市の地名。現行行政地名は竹渕町一丁目から竹渕町五丁目。住居表示は未実施。

## 地理
八尾市の西端に位置し、東に竹渕東、西に竹渕西、南北に大阪市平野区をと接している。

### 河川
- 平野川

## 歴史
河内国渋川郡竹渕郷の一部である。

## 世帯数と人口
2020年（令和2年）3月31日現在（八尾市発表）の世帯数と人口は以下の通りである。
| 丁目       | 世帯数  | 人口    |
| ---------- | ------- | ------- |
| 竹渕一丁目 | 374世帯 | 709人   |
| 竹渕二丁目 | 165世帯 | 305人   |
| 竹渕三丁目 | 80世帯  | 144人   |
| 竹渕四丁目 | 134世帯 | 269人   |
| 竹渕五丁目 | 162世帯 | 321人   |
| 計         | 915世帯 | 1,748人 |

### 人口の変遷
国勢調査による人口の推移。
| 1995年（平成7年）  | 2,024人 | [ 6 ]  |  |
| 2000年（平成12年） | 2,127人 | [ 7 ]  |  |
| 2005年（平成17年） | 2,024人 | [ 8 ]  |  |
| 2010年（平成22年） | 1,850人 | [ 9 ]  |  |
| 2015年（平成27年） | 1,721人 | [ 10 ] |  |

### 世帯数の変遷
国勢調査による世帯数の推移。
| 1995年（平成7年）  | 791世帯 | [ 6 ]  |  |
| 2000年（平成12年） | 829世帯 | [ 7 ]  |  |
| 2005年（平成17年） | 767世帯 | [ 8 ]  |  |
| 2010年（平成22年） | 757世帯 | [ 9 ]  |  |
| 2015年（平成27年） | 707世帯 | [ 10 ] |  |

## 学区
市立小・中学校に通う場合、学区は以下の通りとなる（2020年5月時点）。
| 丁目       | 番   | 小学校             | 中学校             |
| ---------- | ---- | ------------------ | ------------------ |
| 竹渕一丁目 | 全域 | 八尾市立竹渕小学校 | 八尾市立亀井中学校 |
| 竹渕二丁目 | 全域 | 八尾市立竹渕小学校 | 八尾市立亀井中学校 |
| 竹渕三丁目 | 全域 | 八尾市立竹渕小学校 | 八尾市立亀井中学校 |
| 竹渕四丁目 | 全域 | 八尾市立竹渕小学校 | 八尾市立亀井中学校 |
| 竹渕五丁目 | 全域 | 八尾市立竹渕小学校 | 八尾市立亀井中学校 |

## 事業所
2016年（平成28年）現在の経済センサス調査による事業所数と従業員数は以下の通りである。
| 丁目       | 事業所数  | 従業員数 |
| ---------- | --------- | -------- |
| 竹渕一丁目 | 19事業所  | 203人    |
| 竹渕二丁目 | 44事業所  | 457人    |
| 竹渕三丁目 | 62事業所  | 359人    |
| 竹渕四丁目 | 18事業所  | 153人    |
| 竹渕五丁目 | 11事業所  | 70人     |
| 計         | 154事業所 | 1,242人  |

## 施設
- 竹渕神社[13]。
- 不易糊工業株式会社 [14]。

## その他

### 日本郵便
- 郵便番号 : 581-0052[2]（集配局：八尾郵便局[15]）。